# Monte Carneiro

O Monte Carneiro é uma elevação portuguesa localizada na freguesia açoriana dos Flamengos, concelho da Horta, ilha do Faial, arquipélago dos Açores.
Este acidente geológico que se encontra geograficamente localizado próximo à cidade da Horta e à freguesia dos Flamengos, localiza-se a 287 metros de altitude acima do nível do mar é predominantemente constituído por escórias vulcânicas e respectivos derrames lávicos.
Devido à sua posição estratégica protege a localidade dos Flamengos dos ventos dominantes. No seu cimo e dado a vista existente foi construído um mirante, o Miradouro do Monte Carneiro, que é referência na ilha.